# Монте-Піссіс
Мо́нте-Пі́ссіс (ісп. Monte Pissis) — погаслий стратовулкан на кордоні аргентинських провінцій Ла-Ріоха і Катамарка. Це третя за висотою вершина західної півкулі, розташована за 550 км на північ від Аконкаґуа. Через розташування в найсухішій на Землі пустелі Атакама (точніше на плато Пуна-де-Атакама), клімат гори виключно сухий, сніг залишається на вершині виключно протягом зимових місяців. Гора дуже висока та стоїть окремо від інших гір, проте сходження на неї відносно легке. 
В 1994 році було здійснене сходження, організоване аргентинським урядом, та були проведені вимірювання її висоти за допомогою GPS, які встановили висоту 6 882 м, що дещо вище, ніж висота Охос-дель-Саладо, проте дані SRTM та пізніших досліджень за допомогою GPS підтвердили помилковість цих вимірювань. У 2005 році австралійська група виміряла за допомогою DGPS висоту 6793 м, що було пізніше підтверджено чилійсько-європейською експедицією, які провели порівняння Охос-дель-Саладо і Монте-Піссіс і показали висоти гір 6 891 м і 6 793 м відповідно.
Початковими назвами гори були Насімьєнто-дель-Хагуе та Пільянуасі. Сучасну назву було присвоєно горі 1885 року на честь французького географа Еме Піссі́ (іспанською його прізвище читається як Пі́ссіс). Ім'я Насімьєнто-дель-Хагуе нині носить інший вулкан, який знаходиться на 18 км на південний схід від Монте-Піссіс.
Перше сходження на вершину гори було здійснене польськими альпіністами Стефаном Осьєцьким і Яном Щепанським 7 лютого 1937 року. 